# Flachrückenschildkröte
Die Flachrückenschildkröte (Pyxis planicauda) (madagassisch: kapidolo) ist eine kleine Landschildkröte (Testudinidae) aus Madagaskar.

## Verbreitung
Die Schildkröte ist auf Madagaskar endemisch und wurde bisher nur an der Westküste im Trockenwald, nördlich von Morondava zwischen Analaiva im Süden und Masoarive im Norden gefunden. Charakteristisch für ihren Lebensraum sind tagsüber hohe Temperaturen und eine starke Abkühlung während der Nacht.

## Merkmale
Die Flachrückenschildkröte wird 17,5 Zentimeter lang. Sie hat einen für Landschildkröten relativ flachen, länglichen Panzer der braun-orange, gelb und schwarz gemustert ist und im blätterbedeckten Waldboden eine gute Tarnung ist. Auch der Schwanz der Schildkröte ist abgeflacht.

## Lebensweise
Über die Lebensweise der Flachrückenschildkröte ist wenig bekannt. Die Tiere sind nur während der Regenzeit von Dezember bis Mai aktiv. Während der Trockenzeit ruhen die Schildkröten und verstecken sich im Laub. Flachrückenschildkröten ernähren sich von Früchten, Sämlingen und Blättern. In menschlicher Obhut gehaltene Tiere fraßen mit Vorliebe Pilze und legten pro Jahr drei Nistgruben an, in die sie jeweils ein einziges, relativ großes Ei legen. Es wiegt zwischen 10,5 und 17,5 Gramm.

## Gefährdung
Der Bestand der Flachrückenschildkröte wird auf nur wenige tausend Exemplare geschätzt. Er ist durch den Fang zum Zweck der Terrarienhaltung bedroht. In der EU gibt es ein Importverbot für die Flachrückenschildkröte. Die IUCN stuft die Art als „vom Aussterben bedroht“ (critically endangered) ein.